# Eloy Sánchez Rosillo
Eloy Sánchez Rosillo (n. Murcia, 24 de junio de 1948) es un poeta español.

## Biografía
Eloy Sánchez Rosillo nació en Murcia, el 24 de junio de 1948. Fueron sus padres Isidoro Sánchez Roca, aparejador, natural de El Albujón (Cartagena) y Celia Rosillo Sandoval, nacida en Chinchilla (Albacete). Hermanos: María Dolores, dos años mayor que el poeta, e Isidoro, dos años menor.
Cuando Eloy tenía siete años (casi ocho), su padre murió de un infarto a los cuarenta y siete. Este hecho fulminante y terrible marcará su niñez con un profundo sentimiento de soledad, fugacidad y pérdida, y acaso tenga bastante que ver con el sostenido tono elegíaco que, muchos años más tarde, se advertirá en los cinco primeros libros del poeta.
Fue un lector muy precoz.
Lo mejor de las casi dos primeras décadas de su vida fueron los veranos en el campo. Transcurrían completos en una finca familiar —Casa del Teniente— perdida en las más apartadas latitudes de La Mancha. Aprendió allí con fascinación a conocer la naturaleza, que tanta relevancia habría de adquirir en su poesía.
Tuvo una adolescencia y un inicio de la juventud complicados. Sus estudios de bachillerato fueron desastrosos. Pasó por varios colegios religiosos: maristas de Murcia, escolapios de Albacete (en régimen de internado) y capuchinos de Murcia. No conserva buenos recuerdos de ninguno de estos centros, pero sobre todo se acuerda con espanto del de los escolapios de Albacete: el padre Evencio, el padre Ceferino, el padre Lozano y otros atroces personajes dickensianos campaban sin trabas y sin escrúpulos en aquel siniestro caserón de la gélida ciudad manchega. Eloy, a sus doce años, hubo de permanecer en ese encierro todo un curso.
Los suspensos en las distintas asignaturas (excepto en Lengua y Literatura) y las consiguientes repeticiones no cesaban. Fue alumno también del instituto Alfonso X el Sabio y de algún otro colegio de su ciudad natal.
Su afición a la lectura, no obstante, iba incrementándose. Leía a todas horas.
De los tiempos oscuros vino a redimirlo la poesía a los diecisiete años. El descubrimiento súbito de su vocación fue una luz poderosa que habría de acompañarlo ya, sin altibajos, a lo largo de su vida.
Por fin, con notable retraso, pudo ingresar a los veintiún años (1969) en la Facultad de Filosofía y Letras de la universidad de Murcia. Contra todo pronóstico, cursó en ella brillantemente la especialidad de Filología Románica, obteniendo la licenciatura en 1974 con Premio Extraordinario. Esto posibilitó en 1975 la obtención de una beca de investigación que lo vinculó al Departamento de Literatura Española de la mencionada Facultad, en el que habría de transcurrir ya toda su vida profesional (como profesor titular a partir de cierto momento).
En la universidad conoce a Emilia Bernal López, con la que se casa en 1979. En 1984 nace su hijo Eloy.
De entre las diversas personas que han sido importantes en la formación y el devenir del autor, sin duda habría que destacar, para no extenderse en esta sumaria nota, a Ramón Gaya (se da la circunstancia, además, de que éste ha sido también fundamental para diversas personas muy próximas al poeta). A principios de 1979 lo conoció en Murcia, y comenzó enseguida una fructífera y maravillosa amistad que se prolongaría hasta la muerte de Gaya en 2005. La obra pictórica y literaria del creador murciano le proporcionaron y le siguen aportando al poeta verdades muy profundas y luminosas, que tal vez hayan contribuido al desarrollo de su propia obra.
Ha publicado once libros de poesía: Maneras de estar solo (1978), con el que obtuvo el Premio Adonais de 1977, Páginas de un diario (1981), Elegías (1984), Autorretratos (1989), La vida (1996), La certeza (2005), al que se le concedió el Premio Nacional de la Crítica correspondiente al año de su publicación, Oír la luz (2008), Sueño del origen (2011), Antes del nombre (2013), Quién lo diría (2015) y La rama verde (2020). Los diez primeros están recogidos hoy en Las cosas como fueron. Poesía completa, 1974-2017, Tusquets Editores, Barcelona (2018), y el último fue publicado por la misma editorial en la fecha indicada. Existen también varias antologías de su obra (para más detalles, véanse los apartados «Obra» y «Bibliografía» de este sitio web).
Coordinó en 1980 un Homenaje a Ramón Gaya. Ha publicado asimismo el ensayo La fuerza del destino. Vida y poesía de Luis Cernuda (1992), y tradujo y editó una Antología poética de Giacomo Leopardi (1998). A él se debe también la selección y el prólogo de El volador de cometas, antología poética de Andrés Trapiello (2006) (consultar los apartados mencionados antes).
Ha colaborado en numerosos diarios y revistas y sus poemas figuran en las antologías más representativas de la poesía contemporánea. Alguno de sus libros y selecciones más o menos extensas de su poesía han sido traducidos.
Durante los años de su dilatada trayectoria de poeta ha realizado numerosas lecturas comentadas de su obra en España, Hispanoamérica y otros países.
Liberado ya de su actividad académica, Eloy Sánchez Rosillo reparte cada vez más su tiempo entre Murcia y la localidad costera de Puerto de Mazarrón, donde a lo largo de los años ha encontrado en prolongadas estancias de retiro la soledad y el sosiego necesarios para el cumplimiento de su poesía.

## Obra

### Libros de poesía
- Maneras de estar solo, Ediciones Rialp, Madrid, 1978.
- Páginas de un diario, El Bardo, Barcelona, 1981.
- Elegías, Trieste, Madrid, 1984.
- Autorretratos, Ediciones Península / Edicions 62, Barcelona, 1989.
- La vida, Tusquets Editores, Barcelona, 1996.
- La certeza, Tusquets Editores, Barcelona, 2005.
- Oír la luz, Tusquets Editores, Barcelona, 2008.
- Sueño del origen, Tusquets Editores, Barcelona, 2011.
- Antes del nombre, Tusquets Editores, Barcelona, 2013.
- Quién lo diría, Tusquets Editores, Barcelona, 2015.
- La rama verde, Tusquets Editores, Barcelona, 2020.
- Venir desde tan lejos, Tusquets Editores, Barcelona, 2025.

### Poesía completa
- Las cosas como fueron, La Veleta, 15, Granada, Editorial Comares, 1992 y 1995.
- Las cosas como fueron (Poesía completa, 1974-2003), Tusquets Editores, Barcelona, 2004.
- Las cosas como fueron (Poesía completa, 1974-2017), Tusquets Editores, Barcelona, 2018.

### Antologías
- Confidencias, selección y prólogo de Andrés Trapiello, Editorial Renacimiento, Sevilla, 2006.
- El manantial del tiempo, col. Babel, Universidad de las Américas Puebla, Puebla (México), 2007.
- En el árbol del tiempo, selección y presentación de Juan Marqués, Editorial Pre-Textos, Valencia, 2012.
- Hilo de oro (Antología poética, 1974-2011), edición de José Luis Morante, Letras Hispánicas, Ediciones Cátedra, Madrid, 2014.
- Luna de cuándo y dónde, Heredia (Costa Rica), EUNA (Editorial Universidad Nacional), 2020.

### Ensayo
- La fuerza del destino, Universidad de Murcia, Murcia,1992.
- El sueño cumplido, Tusquets Editores, Barcelona, 2023.

### Traducción
- Leopardi, Giacomo, Antología poética, Pre-Textos, Valencia, 1998; 2004.